# Zaza Affane
Zaza Affane est une nageuse algérienne.

## Carrière
Aux Jeux africains de 1978 à Alger, Zaza Affane est médaillée d'or du 100 mètres papillon, obtient trois médailles d'argent (en 100 mètres nage libre, en 200 mètres papillon et en 400 mètres quatre nages) et deux médailles de bronze (en 200 mètres nage libre et en 400 mètres nage libre).
Elle est élue présidente de la Fédération algérienne de natation en mars 2012.

## Famille
Elle est la sœur du nageur Mimoune Affane.